# Kedakaku Sakihokore!
Kedakaku Sakihokore! (気高く咲き誇れ! Florecimiento Noble en Toda la Gloria!?) es el segundo sencillo indie de Tsubaki Factory. Salió el 31 de diciembre de 2015, primero siendo vendido en el venue de Hello! Project COUNTDOWN PARTY 2015 ~GOOD BYE & HELLO!~. Luego se hizo disponible para comprar en las venues de los conciertos, en la tienda oficial de Hello! Project y en e-LineUP.

## Lista de Canciones
1. Kedakaku Sakihokore!
2. Kedakaku Sakihokore! (Instrumental)

## Miembros Presentes
- Riko Yamagishi
- Risa Ogata
- Kisora Niinuma
- Ami Tanimoto
- Yumeno Kishimoto
- Kiki Asakura